# 川竹道夫
川竹 道夫（かわたけ みちお、1948年1月22日 - ）は徳島県徳島市出身のクラシックギタリスト。
楠藤吉左衛門の末裔。

## 経歴
徳島県立城南高等学校、同志社大学工学部電気工学科卒業。
同志社大学ギタークラブにおいてギターを学び、上京の後尚美音楽学園卒業。ギターを大沢一仁、山口治良、阿部元幸、アリリオ・ディアスに師事。リュートをつのだたかしに師事。
その後、1973年に尚美音楽学園（現東京コンセルバトワール尚美）講師として指導を始める。1977年に徳島に帰郷、エミール音楽院を設立、同時にギター教授活動を始める。1990年、徳島ギター協会を設立。1995年より民族楽器、ギターなど楽器製作と民族音楽の研究を始める。
1996年に近世雑楽団「エストラーダ」を結成。2000年、ギターリサイタル「プラテロと私」開催。2003年には徳島において「第一回アマチュアギター製作コンテスト」を開催。

## 出版物
- CD 「エストラーダ」、CD「川竹道夫愛奏曲集」
- エッセイ集「道〜我が優しき徳島」
- 「我ら団塊一年生」（同窓会記念誌＝共著）

## 所属団体
ギター関連
- 徳島ギター協会会長
- 日本スペインギター協会理事
- ジュニア・ギター教育協会理事
- GLCギターリーダースクラブ会員
- 社団法人日本ギター連盟会員

その他の音楽関連
- 徳島県音楽協会副会長
- 近世雑楽団エストラーダ団長
- 徳島フルート協会理事
- 日本二胡振興会会員

他団体
- 有限会社エミール・ソフト開発代表取締役
- 社会福祉法人 徳島いのちの電話理事